# ليزا آن والتر
ليزا آن والتر (بالإنجليزية: Lisa Ann Walter)‏ (و. 1963  م) هي ممثلة تلفزيونية، وممثلة أفلام، وكاتبة سيناريو أمريكية.

## التعليم
تعلمت في الجامعة الكاثوليكية الأمريكية
.

## وصلات خارجية
- ليزا آن والتر على موقع IMDb (الإنجليزية)
- ليزا آن والتر على موقع ألو سيني (الفرنسية)
- ليزا آن والتر على موقع أول موفي (الإنجليزية)
- ليزا آن والتر على موقع قاعدة بيانات الأفلام السويدية (السويدية)
- ليزا آن والتر على موقع قاعدة بيانات الفيلم (الإنجليزية)
- ليزا آن والتر على موقع كينوبويسك (الروسية)